# Emyn Beraid
Emyn Beraid, que significa ‘colinas de la torre’ en sindarin, es un lugar ficticio del legendarium del escritor británico J. R. R. Tolkien. Es el nombre que reciben un grupo de colinas que se alzaban al oeste de la Comarca, cerca del golfo de Lhûn. 
Se llamaban así porque sobre ellas había tres torres élficas, construidas durante la Segunda Edad. Tras su llegada a la Tierra Media, Elendil habitó en Elostirion, la más alta de estas torres, hospedado por Gil-Galad. Allí puso un palantir, que desde entonces, y durante toda la Tercera Edad, permaneció en ese lugar, mirando siempre al oeste, hacia las Tierras Imperecederas. 
Los portadores de los anillos, en su última cabalgata, atravesaron las Emyn Beraid al dirigirse a los Puertos Grises. 
Durante la Cuarta Edad, al concederles a los Hobbits el rey Elessar la región al oeste de la Comarca (que pasó a llamarse la Frontera del Oeste), muchos Hobbits se mudaron allí, entre ellos Elanor, la hija mayor de Samsagaz Gamyi con su esposo y su hijo Elfstan Belinfante. El lugar donde vivieron pasó a llamarse Bajo las Torres (por su cercanía con las torres de Emyn Beraid). Desde entonces, los descendientes de Elfstan (los Belinfantes de las Torres) vivieron en esta región, custodiando muchos libros de antiguo saber, entre ellos el Libro Rojo de la Frontera del Oeste, la base para todos los relatos recogidos por Tolkien.
- Datos: Q3356703